# Frères Misère
Albums de Les Frères Misère
Les Années sombres
(1995) Je sais pas trop
(1997)
Frères Misère, sorti en 1996, est le seul album du groupe Les Frères Misère composé de Mano Solo et de son ancien groupe Les Chihuahas.

## Liste des chansons
| No  | Titre                  | Durée |
| --- | ---------------------- | ----- |
| 1.  | Il ne suffit pas       | 2:37  |
| 2.  | Deux mains pour demain | 2:51  |
| 3.  | La débâcle             | 2:10  |
| 4.  | Nous partirons         | 2:26  |
| 5.  | Pauv' petit            | 1:37  |
| 6.  | Je n'ai pas            | 2:31  |
| 7.  | La révolution          | 2:51  |
| 8.  | Rien de pire           | 2:16  |
| 9.  | Fandango               | 2:43  |
| 10. | On vous aura prévenus  | 2:11  |
| 11. | Salut ça va            | 2:41  |
| 12. | Je me suis fait du mal | 10:57 |

La chanson Salut ça va a été écrite par Lolamaï et est chanté par Ana Carril Obiols avec Riti Sharma à la basse Leslie Caillet à la batterie et Barbara Rewaudeau à la guitare.

## Le groupe
- Mano Solo : guitare, chant
- François Matuszenski: claviers, orgue
- Vlatcheslav Beriaguine : basse
- Blé Léon Kouame : batterie
- Nicolas (Napo) Romero : guitare, chant
- Jean-Marc Labbe : saxophone
- Pierre Gauthé : trombone
- Jean-Luc Degioanni : trompette

## Réception critique
L'album a reçu 7,3 sur 10 sur senscritique